# Linn Valley
Linn Valley es una ciudad ubicada en el condado de Linn en el estado estadounidense de Kansas. En el año 2010 tenía una población de 804 habitantes y una densidad poblacional de 121,82 personas por km².

## Geografía
Linn Valley se encuentra ubicada en las coordenadas 38°22′39″N 94°42′33″O / 38.37750, -94.70917 (38.377582, -94.709143).

## Demografía
Según la Oficina del Censo en 2000 los ingresos medios por hogar en la localidad eran de $31,094 y los ingresos medios por familia eran $34,500. Los hombres tenían unos ingresos medios de $30,972 frente a los $24,375 para las mujeres. La renta per cápita para la localidad era de $18,479. Alrededor del 8.9% de la población estaban por debajo del umbral de pobreza.